# Операція «Довгий стрибок»
«Довгий стрибок» — кодова назва невдалої німецької змови, яка мала на меті вбивство «великої трійки» керівників антигітлерівської коаліції — Йосипа Сталіна, Вінстона Черчилля та Франкліна Рузвельта — на Тегеранській конференції 1943 року під час Другої світової війни.